# РТВ Крагујевац
Радио телевизија Крагујевац (скраћено: РТК) је једна од 30 регионалних телевизијских станица у Србији. Оснивач радио - телевизије Крагујевац је Скупштина града Крагујевца.

## Историјат
Почетак рада РТК је везан за оснивање радио програма Радио Крагујевца 18. јануара 1970. године из редакције крагујевачког недељника Светлост. 18. јануара 1995. године почиње са емитовањем други програм Радио Крагујевца (познат под именом Друга боја), који је после десетак година емитовања угашен. У јесен 1996. године почиње емитовање и телевизијског програма.

## Гашење РТВ Крагујевац
Радио телевизија Крагујевац престаје са радом 7. децембра 2016. године. У 2017. години РТК се враћа у државно власништво и раскинут уговор, односно поништена приватизација са Радојицом Милосављевићем 25.јануара.2017. године бизнисмен, из Крушевца који је купио Ртв Крагујевац за 85.500 евра, на јавној лицитацији града Крагујевца у Октобру 2015. године. У децембру 2016. године Ртв Крагујевац је била тад пописана целокупна имовина и опрема телевизије.Средином децембра 2016. године Јавни Извршитељ Небојша Вујанац је пописао целокупну опрему Ртв Крагујевац и радници РТК нису примали плате 6. и више месеци и није им било уплаћивано Здравствено осигурање, односно оверавање Здравствене књижице. Радници РТК су у 2016. години одржавали више штрајкова због неисплаћених плата и не уплаћивања Здравствене заштите ,односно неоверених здравствених књижица ,због тих проблема нису чак ни емитомали програм. Синдикат Независност је подржао Ртв Крагујевац у опстанку те Регионалне Телевизије.Ртв Крагујевац је после неколико месеци успела да опстане захваљујући петицијом грађана и помогао је Град Крагујевац да покрену програм Ртв Крагујевац и Град Крагујевац жели поново да приватизује Ртв Крагујевац али то се сада чека. Зато РТК мора да ради као државна телевизија, а не као приватна, и да грађани Крагујевца имају коме да се обрате у помоћ.

## Повратак РТК
Дана 24. августа 2017. године РТК поново започиње емитовање програма, међутим тренутно је доступна на СББ мрежи, а за сет топ бокс уређаје ће бити доступна тек 28. августа 2017. године. Од 1. септембра 2017. године РТВ Крагујевац је доступна и на мтс кабловској мрежи.

## РТВ Крагујевац данас
Седиште Радио телевизије Крагујевац је у улици Бранка Радичевића бр. 9, већи део програма се производи из просторија ТПЦ Раднички. Програм се емитује на територији Града Крагујевца и околних општина: Баточина, Кнић, Лапово, Рача, Рековац, Топола, Јагодина, Ћуприја, Параћин, Свилајнац, Деспотовац, Велика Плана, Смедеревска Паланка, Петровац на Млави, Љиг, Жабари,Горњи Милановац и Аранђеловац са следећих предајника: Жежељ (Крагујевац), Стражевица (Баточина), Купрес (Рековац) и Овсиште (Топола). Путем интернета и кабловских оператера могуће је пратити програм РТК широм света. Програм РТК можете пратити преко Сет-топ бокс уређаја на предајницима: Планине Рудник и Планине Црни врх, Јагодина. Постоје иницијативе да РТК, као и Студио Б у Београду, постане јавни регионални сервис Шумадије. Најпознатије емисије РТК су: Хроника, Шумадијски праг, Комунални сервис, Мозаик, Јутарњи програм, Интервју, Спортска Хроника, Суграђани, Живот у боји, Крагујевац мој град и друге емисије.